# Grenzübergang Kapitan Andreewo-Kapıkule

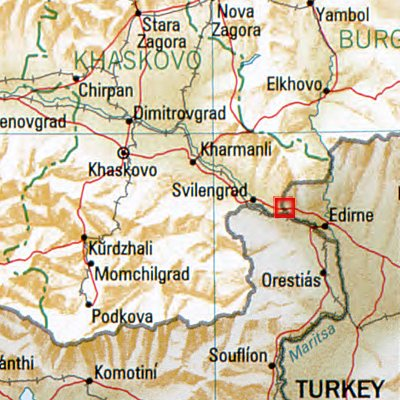
Die Lage des Grenzübergangs Kapitan Andreewo-Kapıkule im Dreiländereck Bulgarien-Türkei-Griechenland.

Der Grenzübergang Kapitan Andreewo-Kapıkule (bulgarisch ГКПП "Капитан Андреево - Капъкуле" / GKPP „Kapitan Andreewo - Kapıkule“, Граничен контролно-пропускателен пункт Капитан Андреево - Капъкуле (Granitschen Kontrolno Propuskatelen Punkt „Kapitan Andreewo - Kapıkule“); Türkisch: Kapıkule Sınır Kapısı) ist der bedeutendste im türkisch-europäischen Grenzverkehr.

## Geografische Lage
Der Grenzübergang liegt zwischen Bulgarien und der Türkei, neben dem gleichnamigen bulgarischen Dorf Kapitan Andreewo, im Dreiländereck von Türkei,  Bulgarien und Griechenland, an der Verbindung des türkischen Edirne mit dem bulgarischen Swilengrad, am linken Ufer des Grenzflusses Mariza. Die Verbindung nach Griechenland erfolgt durch den Grenzübergang Kapitan Petko Wojwoda-Ormenion.

## Straße

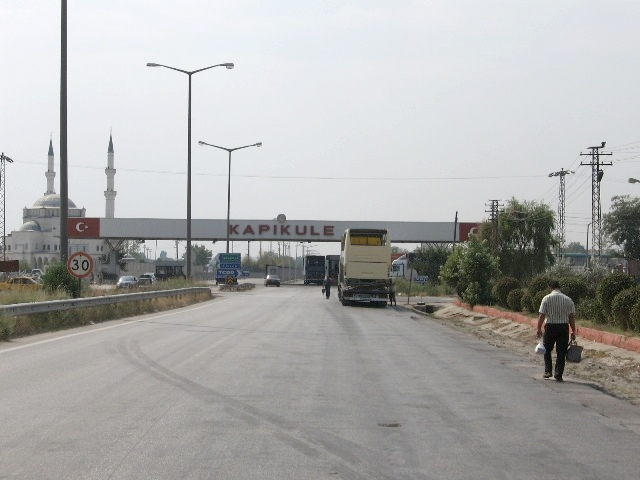
Der Grenzübergang auf Türkischer Seite (vor der Erweiterung 2008/2009)

### Aufgaben
Der Straßenübergang ist der verkehrsreichste der Region. Der größte Teil des Warenaustausches zwischen Türkei, Iran und Syrien einerseits und der Europäischen Union andererseits passiert den Übergang, der wegen seiner chronischen Überlastung berüchtigt ist.
Während des Grenzübertritts gibt es vier bis fünf Kontrollen, was je nach Verkehrsaufkommen zwei bis acht Stunden Wartezeiten bedeutet. Die Kontrollen finden meist außerhalb der Fahrzeuge und bei jeder Witterung im Freien statt. Die Schritte sind:
- Passsichtung Ausreiseland
- Passkontrolle und -stempelung Ausreiseland
- eventuell Kontrolle des Gepäcks im Ausreiseland, Autobusse werden in der Türkei vollständig entladen
- Passsichtung Einreiseland
- Passkontrolle und -stempelung Einreiseland
- eventuell Kontrolle des Gepäcks im Einreiseland, Autobusse werden in der Türkei vollständig entladen

Innerhalb der Grenzabschnitte gibt es zahlreiche Geschäfte zum zollfreien Einkauf.
Bei Hochwasser der Mariza kann es zur Schließung des Grenzüberganges kommen.

### Geschichte
In der realsozialistischen Volksrepublik Bulgarien (1944–1990) war der Grenzübergang Kapitan Andreewo-Kapıkule neben Malko Tarnowo der einzige zwischen Bulgarien und der Türkei. Besonders in den Sommermonaten, wenn türkische Gastarbeiter aus Deutschland mit ihren Autos zu Besuch in die Türkei und zurück fuhren, war der Grenzübergang hoffnungslos überlastet.
Zu seiner Entlastung wurde 2005 weiter östlich Lessowo-Hamzabeyli als dritter Grenzübergang eingerichtet.
Die Anlagen in Kapikule wurden vom November 2008 bis zum Juni 2009 komplett renoviert und die Kapazität dabei vervierfacht. 23 Schalter für den Personen- und 11 für den Güterverkehr sollen den Grenzübergang entlasten. Der Übergang ist damit der zweitgrößte Grenzübergang der Welt nach dem Grenzübergang Tijuana-San Ysidro zwischen Mexiko und den USA.
Im Februar 2012 wurde der Grenzübergang nach tagelangen Regen und Schneefällen in Bulgarien und nachdem sein Umland durch den Mariza-Fluss überflutet war gesperrt.
Bei den internationalen Hilfsmaßnahmen im Zuge des schweren Erdbebens in der Türkei und Syrien am 6. Februar 2023 kommt dem Grenzübergang Kapitan Andreewo eine besondere Bedeutung zu. So lässt die bulgarische Regierung Hilfsgütertransporte beschleunigt abfertigen.

## Schiene

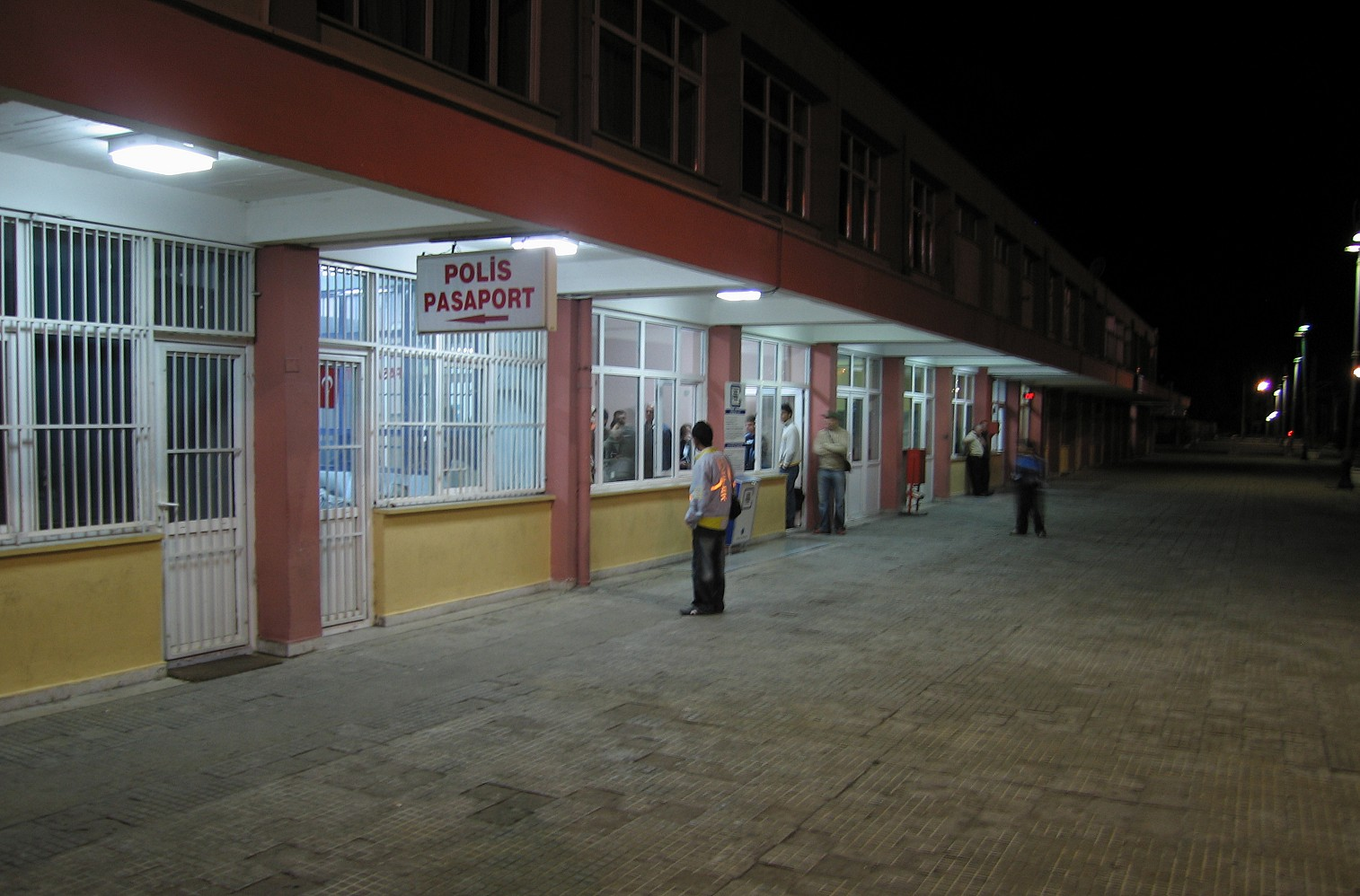
Passkontrolle auf dem türkischen Grenzbahnhof Kapıkule (vor der Erweiterung 2008/2009)

Der Grenzübergang für die Bahnstrecke İstanbul Sirkeci–Swilengrad besteht seit 1971. Der Grenzbahnhof auf türkischer Seite ist Kapıkule, der auf bulgarischer Swilengrad. Seit einigen Jahren quert hier in der Regel nur ein Reisezug pro Tag die Grenze. Der Güterverkehr ist bedeutend.

## Wissenswert
Der Grenzübergang ist der Anfangspunkt des Asian Highway 1, der von hier über 20.500 km bis nach Tokio führt.

## Schmuggel und Korruption
In den Blickpunkt der Öffentlichkeit geriet der Grenzübergang in jüngerer Zeit durch Fälle von Menschenhandel und Schmuggel von Drogen. Von Bulgarien werden aber vor allem auch Alkohol und europäische Waren in die Türkei geschmuggelt, da die Preise in der Türkei im Vergleich zu Bulgarien hoch sind.